# Glossosoma parvulum
Glossosoma parvulum là một loài Trichoptera trong họ Glossosomatidae. Chúng phân bố ở miền Tân bắc.